# 아르파드 왕조
아르파드 왕조(헝가리어: Árpádok)는 1000년부터 1301년까지 헝가리를 통치했던 왕조이다. 9세기 말에 헝가리인들을 판노니아 평원에 정착시킨 아르파드 대공을 시조로 한다.

## 역대 군주
- 이슈트반 1세 (1000년 ~ 1038년)
- 페테르 (1038년 ~ 1041년, 1044년 ~ 1046년)
- 샤무엘 (1041년 ~ 1044년)
- 언드라시 1세 (1046년 ~ 1060년)
- 벨러 1세 (1060년 ~ 1063년)
- 셜러몬 (1063년 ~ 1074년)
- 게저 1세 (1074년 ~ 1077년)
- 라슬로 1세 (1077년 ~ 1095년)
- 칼만 (1095년 ~ 1116년)
- 이슈트반 2세 (1116년 ~ 1131년)
- 벨러 2세 (1131년 ~ 1141년)
- 게저 2세 (1141년 ~ 1162년)
- 이슈트반 3세 (1162년 ~ 1172년)
  - 라슬로 2세 (1162년 ~ 1163년)
  - 이슈트반 4세 (1163년 ~ 1165년)
- 벨러 3세 (1172년 ~ 1196년)
- 임레 (1196년 ~ 1204년)
- 라슬로 3세 (1204년 ~ 1205년)
- 언드라시 2세 (1205년 ~ 1235년)
- 벨러 4세 (1235년 ~ 1270년)
- 이슈트반 5세 (1270년 ~ 1272년)
- 라슬로 4세 (1272년 ~ 1290년)
- 언드라시 3세 (1290년 ~ 1301년)
  - 대립 카로이 마르텔 (1290년 ~ 1295년)

## 같이 보기
- 헝가리의 군주 목록
- 헝가리의 역사
- 크로아티아의 역사